# Бішоффен
Бішоффен (нім. Bischoffen) — громада в Німеччині, знаходиться в землі Гессен. Підпорядковується адміністративному округу Гіссен. Входить до складу району Лан-Дилль.
Площа — 35,37 км2. Населення становить 3297 ос. (станом на 31 грудня 2020).